# 16166 Jonlii
A 16166 Jonlii (ideiglenes jelöléssel 2000 AQ84) a Naprendszer kisbolygóövében található aszteroida. A LINEAR projekt keretében fedezték fel 2000. január 5-én.